# Lettonia ai XXII Giochi olimpici invernali
La Lettonia ha partecipato ai XXII Giochi olimpici invernali, che si sono svolti dal 7 al 23 febbraio a Soči in Russia, con una delegazione composta da 58 atleti.

## Medaglie

### Medagliere per discipline
| Sport    | Oro | Argento | Bronzo | Totale |
| -------- | --- | ------- | ------ | ------ |
| Bob      | 0   | 1       | 0      | 1      |
| Skeleton | 0   | 1       | 0      | 1      |
| Slittino | 0   | 0       | 2      | 2      |
| Totale   | 0   | 2       | 2      | 4      |

### Medaglie d'argento

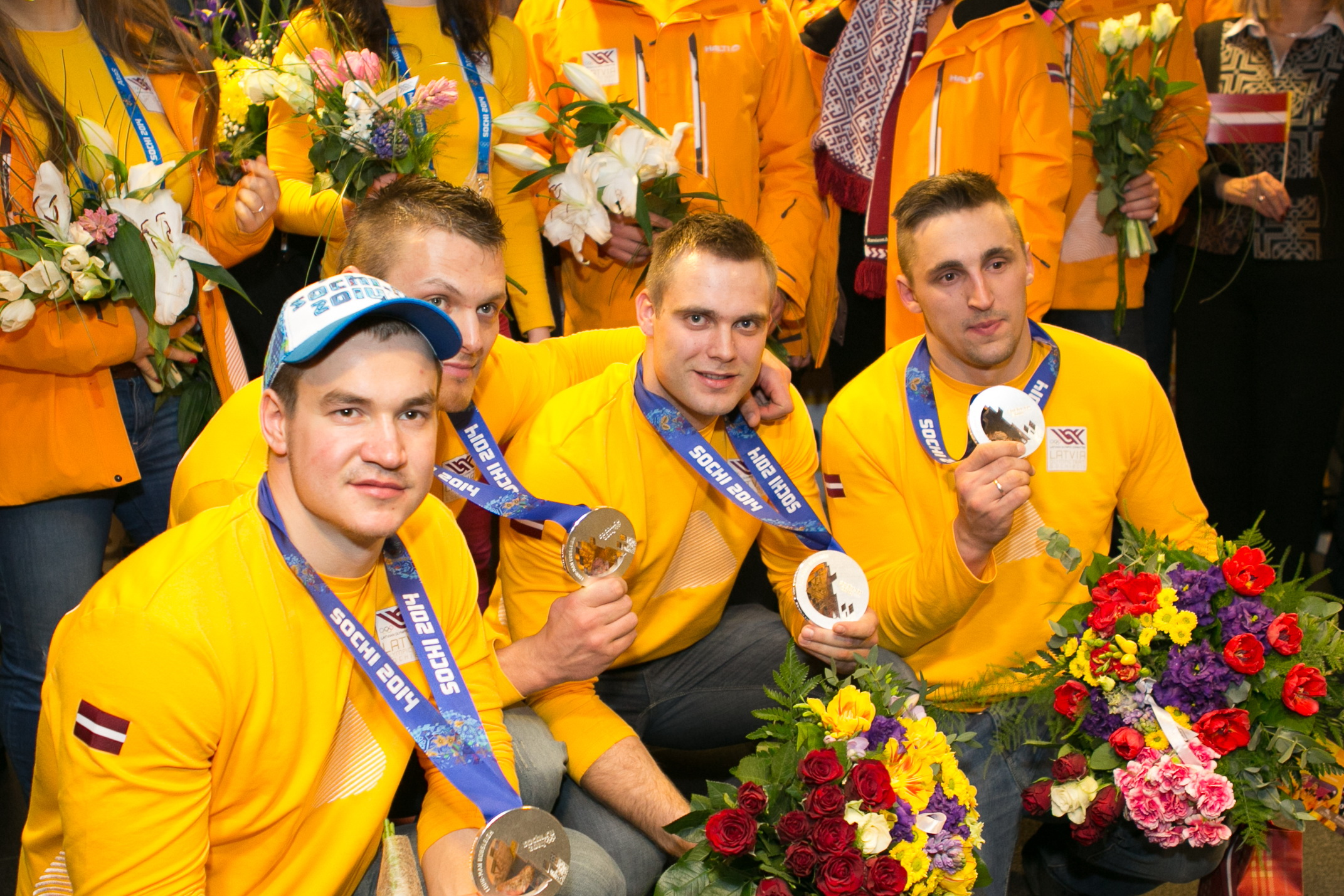
da sinistra: Arvis Vilkaste, Daumants Dreiškens, Jānis Strenga e Oskars Melbārdis, medaglia d'argento nel bob a quattro

| Medaglia | Nome                                                             | Sport    | Evento                 |
| -------- | ---------------------------------------------------------------- | -------- | ---------------------- |
| Argento  | Oskars Melbārdis Arvis Vilkaste Daumants Dreiškens Jānis Strenga | Bob      | Bob a quattro maschile |
| Argento  | Martins Dukurs                                                   | Skeleton | Singolo maschile       |

### Medaglie di bronzo
| Medaglia | Nome                                                | Sport    | Evento         |
| -------- | --------------------------------------------------- | -------- | -------------- |
| Bronzo   | Andris Šics Juris Šics                              | Slittino | Doppio         |
| Bronzo   | Elīza Tīruma Mārtiņš Rubenis Andris Šics Juris Šics | Slittino | Gara a squadre |

## Biathlon
Dopo le prestazioni del 2012 e del 2013 gli atleti qualificati sono:
- 1 Uomo
- 1 Donna

## Bob
La Lettonia ha qualificato nel bob due equipaggi per disciplina, per un totale di nove atleti, tutti uomini(*).
| Gara                   | Equipaggio                                                       | 1ª manche | 2ª manche | 3ª manche | 4ª manche | Totale  | Posizione |
| ---------------------- | ---------------------------------------------------------------- | --------- | --------- | --------- | --------- | ------- | --------- |
| Bob a due maschile     | Oskars Melbārdis Daumants Dreiškens                              | 56"62     | 56"68     | 56"43     | 56"75     | 3'46"48 | 5°        |
| Bob a due maschile     | Oskars Ķibermanis Vairis Leiboms                                 | 57"11     | 57"22     | 57"00     | 57"19     | 3'48"52 | 16°       |
| Bob a quattro maschile | Oskars Melbārdis Arvis Vilkaste Daumants Dreiškens Jānis Strenga | 55"10     | 55"13     | 56"15     | 55"31     | 3'40"69 |           |
| Bob a quattro maschile | Oskars Ķibermanis Helvijs Lūsis Raivis Broks Vairis Leiboms      | 55"68     | 55"52     | 56"97     | 55"81     | 3'42"98 | 14        |

(*) Intars Dambis non ha partecipato alle gare.

## Hockey su ghiaccio
La nazionale lettone si è qualificata al torneo maschile:
- 23 Atleti (nazionale maschile)

## Skeleton
La Lettonia ha qualificato nello skeleton tre atleti, due uomini e una donna.
| Gara              | Atleta           | 1ª manche | 2ª manche | 3ª manche | 4ª manche | Totale  | Posizione |
| ----------------- | ---------------- | --------- | --------- | --------- | --------- | ------- | --------- |
| Singolo femminile | Lelde Priedulēna | 59"73     | 59"31     | 58"73     | 58"51     | 3'56"28 | 14ª       |
| Singolo maschile  | Martins Dukurs   | 56"18     | 56"37     | 56"26     | 56"29     | 3'45"10 |           |
| Singolo maschile  | Tomass Dukurs    | 57"03     | 56"06     | 56"75     | 56"74     | 3'47"58 | 4º        |

## Slittino
La Lettonia ha qualificato nello slittino un totale di nove atleti, sette uomini e due donne.
| Gara              | Atleta                                              | 1ª manche      | 2ª manche      | 3ª manche     | 4ª manche     | Totale   | Posizione |
| ----------------- | --------------------------------------------------- | -------------- | -------------- | ------------- | ------------- | -------- | --------- |
| Singolo femminile | Elīza Tīruma                                        | 50"926         | 50"651         | 50"758        | 50"736        | 3'23"071 | 12ª       |
| Singolo femminile | Ulla Zirne                                          | 51"125         | 50"159         | 51"054        | 51"347        | 3'24"685 | 18ª       |
| Singolo maschile  | Inārs Kivlenieks                                    | 52"872         | 52"927         | 52"347        | 52"379        | 3'30"525 | 16º       |
| Singolo maschile  | Kristaps Mauriņš                                    | 53"144         | 52"923         | 52"518        | 52"630        | 3'31"215 | 21º       |
| Singolo maschile  | Mārtiņš Rubenis                                     | 52"775         | 52"560         | 51"229        | 51"133        | 3'29"697 | 10º       |
| Gara              | Atleta                                              | 1ª manche      | 1ª manche      | 2ª manche     | 2ª manche     | Totale   | Posizione |
| Doppio            | Oskars Gudramovičs Pēteris Kalniņš                  | 50"388         | 50"388         | 50"074        | 50"074        | 1'40"462 | 10º       |
| Doppio            | Andris Šics Juris Šics                              | 49"880         | 49"880         | 49"910        | 49"910        | 1'39"790 |           |
| Gara              | Atleta                                              | Manche singolo | Manche singolo | Manche doppio | Manche doppio | Totale   | Posizione |
| Gara a squadre    | Elīza Tīruma Mārtiņš Rubenis Andris Šics Juris Šics | 54"745         | 56"048         | 56"502        | 56"502        | 2'47"295 |           |